# Euleucinodes conifrons
Euleucinodes conifrons är en fjärilsart som beskrevs av Hahn William Capps 1948. Euleucinodes conifrons ingår i släktet Euleucinodes och familjen Crambidae. Inga underarter finns listade i Catalogue of Life.